# ハロボッツアクション!!
『ハロボッツアクション!!』は、2005年12月29日にサンライズインタラクティブよりニンテンドーDS専用ソフトとして発売されたアクションバトルゲームで、ハロボッツシリーズ4作目のゲームソフトである。

## 概要
『機動戦士ガンダム』シリーズのロボットペット「ハロ」を主人公としたタッチペンでの操作をしてハロをサンライズ作品ロボットに変身させて敵ハロを倒すドタバタアクションゲームである。

## 登場作品
- 勇者王ガオガイガー
- 機甲戦記ドラグナー
- 装甲騎兵ボトムズ
- 絶対無敵ライジンオー
- 蒼き流星SPTレイズナー
- 魔神英雄伝ワタル
- 機甲界ガリアン
- 太陽の牙ダグラム